# Holic csoport (szervezet)
A Holic csoport alapvetően katolikus hitnézetekre épülő kisebb vallási csoport, kommuna. Az ausztriai Holic Gruppe magyarországi szervezete. Hívták úgy is, mint "dunaföldváriak", vagy "jégmadarak" (Ausztria). Magukra vonatkozóan csak a "keresztények" nevet hajlandók elfogadni. A sajtóban és különféle hitvédelmi írásokban újságírók, külső megfigyelők, extagok valamint a jelenlegi csoporttagok családtagjai gyakran minősítik a szervezetet szektának.

## Létrejöttének főbb motívumai
1978-ban jött létre Ausztriában. Elindítója Gottfried Holic (1943–2010) katolikus teológiai tanulmányait félbehagyva összeköltözött két barátjával, akikkel a szemináriumban ismerkedtek össze.
A Bécsben levő 1970-es években alapuló első lakóközösség megalakulása után hamarosan újabbak jöttek létre Ausztriában. Majd 1989 után Kelet-Európában is megjelentek: Magyarországon, Lengyelországban, Csehországban, a balti országokban és Szászországban, majd Berlinben. 2000 körül a bővítés tovább folytatódott Hollandiában, majd egyelőre Baden-Württembergben megállt.

### Ismertté válás
A csoport hamar ismertté lett a tagjaivá vált fiatalok kétségbeesett szüleivel és rokonaival készült szektariportok következtében.
1992 nyarán három szülő nyílt levélben az Országgyűléshez fordult segítségért, tiltakozását fejezve ki „az utóbbi időben Magyarországon működésbe lépett távol-keleti, nyugati központú agresszív szekták tevékenysége ellen", amelyek arra késztetik gyermekeiket, hogy a szülőkkel megszakítsák a kapcsolatot, félbehagyják tanulmányaikat és ingyen dolgozzanak. A Holic csoportról azonban a legfőbb ügyészség 1994 januárjában megállapítja, hogy egyetlen bűncselekmény alapos gyanújára utaló adat sem merült fel, sem kiskorú veszélyeztetése, sem züllött életmód, sem bűncselekmény elkövetésére való rábírás, sem személyi szabadság megsértése nem áll fenn.
A rendőrség egyetlen esetben sem látott alapot arra, hogy a csoport ellen eljárást indítson.
Azonban Dr. Csendes László rendőr alezredes az ORFK Bűnmegelőzési Osztály osztályvezető Új devianciának nevezte a szektakérdést valamint "dunaföldvári szektának" nevezte a csoportot a csoportról megjelenő cikkében melyben 13-kárvallott szülő szavait idézi.

## Elterjedése
A mozgalom létszáma Kelet-Európában kétszáz fő, míg Magyarországon, ahol 1989 óta működik, kb. 60 fő. Az első kommunát Dunaföldváron alapították, ezért régebben "dunaföldváriaknak" is nevezték őket.
2011-re számuk jelentősen csökkent a korábbi mintegy 60-ról 10-20 főre.
Debreceni, győri, székesfehérvári, dunaföldvári lakóközösségük megszűnt.

## Tanítás
Kamarás István vallásszociológiai felmérése szerint a közösséget széles körű teológiai, filozófiai és tudományos háttér jellemzi. Beszélgetéseik témái (például a zsidók helyzete a fogság után a perzsa és makedón korban; az újszövetség politikai és szociális háttere; a szenvedés értelme: Jób dilemmája; az istenfélelem fogalmának tisztázása; az evangéliumok keltezése stb.) igényes, komoly teológiai tájékozottságot feltételeznek. A Bibliát annak történelmi és irodalmi környezetében törekednek vizsgálni. El szeretnék kerülni mind a fundamentalista, mind a liberális írásértelmezést. A Biblián kívül használnak, idéznek más műveket is (például Turay Alfréd, Rózsa Huba, Bolberitz Pál, különböző ókeresztény írók stb.).

### Hitnézetek
Doktrinális besorolás tekintetében mind a karizmatikus, mind a neoprotestáns irányzatokat elutasítják. Ugyanakkor a katolikus, ortodox és protestáns egyházak bizonyos tanításával egyetértenek:
- Isten léte
- szentháromságtan
- krisztológia
- lélek halhatatlansága
- pokol létezése
- Apostoli hitvallás
- Nikaia–konstantinápolyi hitvallás
- athanáziuszi hitvallás

Ezeken túlmenően az alábbi kérdésekben a katolikus álláspontot fogadják el:
- teremtéstan
- szabad akarat
- házasság felbonthatatlansága, abortuszellenesség

#### Biblia, kinyilatkoztatás
Honlapjukon, a "Kik vagyunk mi?" írás szerint a protestáns sola scriptura tanításhoz hasonlóan a Bibliát tartják a keresztény tanítás egyedüli alapjának: tekintély számukra hitükre és életükre nézve. A köztük végzett vallásszociológiai felmérés szerint nincsenek új kinyilatkoztatásaik, és nem akarnak semmit hozzátenni a Bibliához. Nem gondolják magukat az igazság letéteményeseinek; a Biblia igazságát akarják követni, amit rajtuk kívül mások is felismerhetnek, akik a Bibliát nyitott szívvel olvassák. Az igazságot nem tekintik csoporthoz kötött titkos tannak. Kritikákra védekező írásukban a resztoránusokhoz hasonlóan, hangsúlyozzák, hogy minden tagnak jól kell ismernie a Bibliát. Szerintük nem lehetséges, hogy a tanításról való gondolkozás csak néhány teológiai képzettségű tag feladata legyen, hanem minden kereszténynek igyekeznie kell, hogy Isten kinyilatkoztatását megértse.

#### Megváltás és kegyelemtan
A megváltással kapcsolatos elképzelésük ellentmondásos vélemények, írások jelentek meg. (például Lugosi Ágnes és Lugosi Győző) elvetik a kegyelem, az isteni irgalom, a megváltás tanát, azt vallva, hogy Jézus kereszthalála nem lényeges, hanem csupán a Jézus által nyújtott eszményi példa és engedelmesség. Kamarás István religiográfus ezeket alaptalan vádaknak tartja.

##### Megváltáskép
A Holic csoport a megváltás büntető elégtétel illetve "helyettesítő áldozatként való értelmezését" utasítja el. Krisztus helyettesítő áldozata véleményük szerint csak elmélet, értelmezés annak ellenére, hogy a helyettesítő áldozattan a legtöbb keresztény egyház alapvető hitnézeteinek részét képezi.(Katolikus, Református, evangélikus, Adventista, stb…) A kritikákra védekező írásukban ők maguk 13 pontban fogalmazzák meg ettől az általuk és néhány egyéb felekezethez tartozó teológus által csak elméletnek tartott teológiától való elhatárolódást.
Szerintük Jézus halála szeretetének és odaadásának csúcspontja. Jézus ártatlanul az emberekért, és nem helyettük halt meg Isten büntetéseként. Jézus halálát nem tartják eredendően szükségszerűnek, mert véleményük szerint Isten eredetileg azt akarta, hogy elfogadják őt. A bűnök az embert távolítják el Istentől és nem fordítva. Ezért az embernek kell megbékélnie Istennel. Isten szeretetből bocsát meg.

#### A lutheri hit/cselekedet teória elfogadása
A hit-cselekedetek látszólagos ellentmondását az evangélikus teológiával megegyezően a Lutheri-hit cselekedet teóriának megfelelően értelmezik és hangsúlyozzák. Az üdvözülés feltétele az Istennel való kapcsolat, a hit. Ugyanakkor fontosnak látják, hogy a hitet cselekedetek kövessék, akár a Restaurációs mozgalom egyházai. Viszont az evangélikusokhoz hasonlóan fontosnak tartják (Luther Márton fő teológiájához hasonlóan) a cselekedetek szigorúan nem érdemszerző voltának hangsúlyozását. A megszentelődést és az életodaadást Jézus és a Szent Lélek munkájának tulajdonítják.

#### Keresztség
A keresztség kérdésében a karizmatikus és pünkösdi teológiával megegyezően szentlélek keresztség teóriát adoptálták hitnézeteik rendszerébe. Melynek lényege, hogy a katolikus csecsemő keresztség érvénytelen és az igazi keresztség hitben történik. Véleményük szerint víz nem szükséges hozzá. [forrás?]

#### Egyházszerkezet
Az egyszemélyű vezetés elvének elutasítása
Tanításuk szerint az újszövetségi időkben a monoepiszkopátus (egyszemélyi vezetés) gondolata még nem található meg, ennél fogva veszélyesnek tekintik azt, ha közöttük bárki is kiemelt pozíciót szerez.
Számos valláskutató véleménye és a sajtó írásaiban megjelent, hogy alapítójuk Gottfried Holic, de a tagok fontosnak tartják hangsúlyozni, hogy csak az első tagok egyike és nem a vezetőjük.
A hierarchikus felépítés visszautasítása
Öndefiníciójuk szerint e vallási közösség, testvéries kapcsolatokra épülő kisközösségek laza halmaza, intézmények, lelki, és adminisztratív vezetők nélkül. A tagok véleménye szerint a csoportban nincs vezetői hierarchikus tagozódás. Ennek ellentmondónak tűnik, hogy különféle bibliai idézetekre hivatkozva az idősebb tagok morális és véleményekre alapuló elvárásai uralkodnak. Akkor sem látnák szükségét hierarchikusabb felépítésnek, ha több ezren lennének.
Vezetés, döntéshozatal, felelősségvállalás
A gyülekezet vezetését a minden keresztényben benne lakó Szent Lélek munkájának tekintik. Ezen belül a közösség hitben tapasztaltabb idős tagjai nagyobb felelősséget hordoznak, ugyanakkor ők maguk is testvéreik segítségére szorulnak. Saját ellátásukról polgári munkahelyükön kapott bérükből gondoskodnak.
Nem mindent a vének döntenek el, hanem hangsúlyozzák, hogy a legfontosabb kérdésekben az egész gyülekezetnek kell döntést hoznia, s ezen felül minden keresztény felelős a tanításért is.

#### Ökumenizmus
A Holic csoportot általában nem sorolják (sem a többi felekezet, sem maguk) korunk felekezetközi, vagy ökumenikus irányultságú közösségei közé. Azt ugyan, önmagában véve örvendetesnek tartják, hogy a felekezetek megtalálták az egymással való párbeszéd útját, hogy megszűnt a kereszténység nevében, a meggyőzés eszközeként gyakran alkalmazott erőszak. A vallásszabadságot is az európai kultúra mára megkérdőjelezhetetlenné vált alapjának tekintik. Az Egyházak Világtanácsa célkitűzésével mégsem értenek egyet. Idézetekkel illusztrálva elemzik például a római katolikus egyház és az ortodox egyház a XX. század első felére jellemző állásfoglalását, s a régebbi állásfoglalás megváltoztatására hivatkozva azt állítják, hogy az EVT tagegyházai következetlenné váltak önmagukhoz, korábbi véleményükhöz. Úgy látják, hogy az ökumenikus mozgalom leszűkített egységfogalomra épül, mely kényszerű elismerése annak, hogy a felekezetek nem tudtak eljutni a tényleges egységre. Nem tartják helyesnek, ha a vitás kérdések tisztázása elmarad. Az a fajta egységkeresés amely a hit minimalizálására alapozott, szerintük csupán emberi erőfeszítés marad. Az ilyesfajta egységkeresést meghasonlásnak látják, mely értelmetlenné teszi a hajdani mártírok odaadását, akik egy-egy hitigazság védelméért az életükkel fizettek. A Holic csoport szerint az igazság nem követheti a korszellemet, s nem változik meg. A HCS hangsúlyozza: "…a keskeny út nem változik meg, minden időben ugyanaz marad." Hangsúlyozzák, hogy az egyetértésnek ki kell terjednie az elmélet megélésére, az életvitelre is, és nem korlátozódhat mindössze néhány hittétel elfogadására. Szükségesnek látják, hogy az egyházban minden ember valóban Krisztus követője legyen, aki megtért és életét átadta Istennek. Ezek alapján megkérdőjelezik, hogy az egységet nem értő felekezetek tényleg Jézust tanítását követik-e. Főképpen kritizált pontok: az igazságon túllépő tolerancia, az igazság pluralizmusa, de megemlítik azt is, hogy az EÖT tagegyházai megtűrnek tagjaik között olyan teológusokat, akik még az EÖT-féle alaphitvallást sem hajlandóak elfogadni.

### Értékrend
Hivatalos honlapjukon nem találunk tételesen felsorolt bűnöket, amelyek elhagyására különös hangsúlyt fektetnének. Jézus követését a hívő életének teljes odaadásaként élik meg, ami nemcsak kivételes helyzetekben – például üldözés esetén – hanem a mindennapokban is áldozatvállalással jár. Az önzés, a karrier, a hobbi és az anyagi javak hajszolása meggyőződésük szerint akadályozzák az embert a helyes értékrend megtalálásában és a Krisztusnak odaszánt élet gyakorlásában.

#### A család/rokonság elhagyása
Hangsúlyosnak tartják a keresztény értékek melletti kitartást a közvetlen környezetük ellenzése ellenére is, vállalva az ezzel járó elutasítást, üldözést. Életüket csak olyanokkal osztják meg, akikkel egyetértenek Jézus követésében, s ez alól a feltétel alól a családtagok sem kivételek. Ellenben nincs közöttük a családi kapcsolatok teljes megszakítására vonatkozó kötelezettség, mely néhány szerzetesrend életében előfordul. Ugyanakkor Szabó Szilvia írása szerint tanításaik között szerepel, hogy aki a bibliát akarja követni annak el kell hagynia a családját.

### Sajtófigyelő
A sajtófigyeléssel megbízott tag nézhet híradásokat a televízióban, hallgathat híreket. Az sajtófigyelők feladata a csoporttagok tájékoztatása a külvilág híreiről eseményeiről.

## Informális keretek, csoport-pszichodinamika
Mint minden csoport vagy közösség a HCs is rendelkezik, olyan informális keretekkel (írásosan nem rögzített nézeteken/hiedelmeken,-csoport mítoszokon- és szokásokon alapuló motívumokkal), melyekben lényegesen meghatározzák e csoport működését.

### Formatív élményháttér
A közösség állítása, "azonosság tudata" szerint, egyedül e csoportban valósul meg az "igazi kereszténység". Meggyőződésük, hogy véleményeikkel az egyetlen "igazságot" képviselik. Melyet ha valaki elutasít, azt Isten elutasításának értékelik. Kívülállók érveit általában nevetségesnek tartják. A csoport elhagyásának gondolatát gyakran az "elkárhozottá" válástól való félelem érzései követik.

### Pszichodinamikai háttér
A csoport perfekcionizmus és teljesítmény-kényszer táplálta, szigorú szabályok szerint behatárolt "önsanyargató" életmód az "elvilágiasodott" vallásossághoz képest "igazi keresztények" "azonosságtudatot" eredményez, valamint egymás életvezetésének abúzív irányítása egymás gondolatainak és cselekedeteinek szigorú ellenőrzésén keresztül történik.
Ezen alapmotívumok nem különleges vagy új jelenségek, ugyanis a klasszikus szerzetesrendek csoport-pszichodinamikájával megegyezőek.

### Csoportmodor motívumok
Kívülálló számára általában titkolózónak, titokzatoskodónak, külvilág felé gúnyosnak, provokatívnak, lenézőnek, cinikusnak, vagy álmodozónak tűnnek. Titkolózásuk tárgya az első beszélgetésekkor elhallgatott tények:
- a keresztény teológiával ellentétes felfogásuk (lásd megváltáskép),
- családtól való elhatárolódás,
- házasság tiltása,
- kizárások,
- egyéni döntések, személyiség korlátozása,

melyeket honlapjuk on is elhallgatnak.

## Tevékenységük

### Térítés
Rendszeres térítési tevékenységük során rendszerint többen (általában 3-4 fő) látogatnak el egyéb vallások rendezvényeire. (Fiatal emberekből álló csoportok, biblia körök, diákönkormányzatok)
Ezen rendezvényeken olyan fiatalokat keresnek, akik az ő nézeteik felé érdeklődést mutatnak.
Általában többféle módszert alkalmaznak, de az alábbiakat kombinálják:
- Részt vesznek a rendezvényen, majd a végén a mellettük ülővel beszélgetést kezdeményeznek
- A rendezvényről kihívnak embereket és úgy kezdeményeznek beszélgetést.
- Megállnak a kijáratnál (nem mennek be) és a távozó résztvevőkkel kezdeményeznek beszélgetést.

A velük való beszélgetésben kritizálják a rendezvényt, a különféle keresztény egyházakat/felekezeteket.
A térítés célcsoportja egyéb vallások fiatal tagjai.
A tantételeik hirdetésének egy másik módja, hogy kis hirdető posztereket ragasztanak nyilvános helyekre, melyen mobil telefonon, vagy e-mail címen keresztül ajánlanak fel kapcsolatot egy vallásosan érdeklődőnek. Ezeken e kis falragaszokon olyan szövegek találhatók mint: " van itt valaki, aki Istent keresi? Mi keresztény vezetők és intézmény nélkül, Jézus példája szerint akarunk élni. "

### Együttlét
A tagok lakóközösségben élnek, nem "minden nap összejönnek", ahogy szórólapjaikon és honlapjuk on írják. Az együttlét tevékenysége történhet közös séták illetve természetbe kirándulások folyamán is. A csoportos együttlét során az éjszakai alvásidő kötelezően lerövidül a hosszúra nyúló "esti beszélgetések" következtében, ennek érdekében inkább délután alszanak többet.

#### Kirándulások
Gyakran szerveznek hosszú csoportos kirándulásokat a természetbe.

#### Birkózás
A birkózás egy sajátos játékforma, melyet a tagok szívesen játszanak. Ez alkalmával akár férfiak nőkkel is birkózhatnak.

## Nemzetközi kritikák
A tagok a rokonok megfigyelései szerint személyiségváltozáson mennek keresztül.

### Kritikai ellenkampány provokálása
Arrogánsan hirdetett, kizárólag maguknak követelt egyedül üdvözítő igényük, valamint szélsőséges életvitelük a sajtó kritikai ellenkampányát provokálja, melyen keresztül a Holic Csoport paradox módon az kisegyházak, így a kereszténység ellenes negatív kampányhoz járul hozzá.